# Джуліано Буджардіні
Джуліано ді П'єро ді Сімоне Буджардіні (італ. Giuliano di Piero di Simone Bugiardini; 29 січня 1475, Флоренція — 17 лютого 1555, Флоренція) — італійський художник епохи Відродження. В основному працював у Флоренції. Переважно художник релігійних сюжетів, але також виконав кілька портретів і кілька робіт з міфологічними сюжетами.

## Біографічні відомості

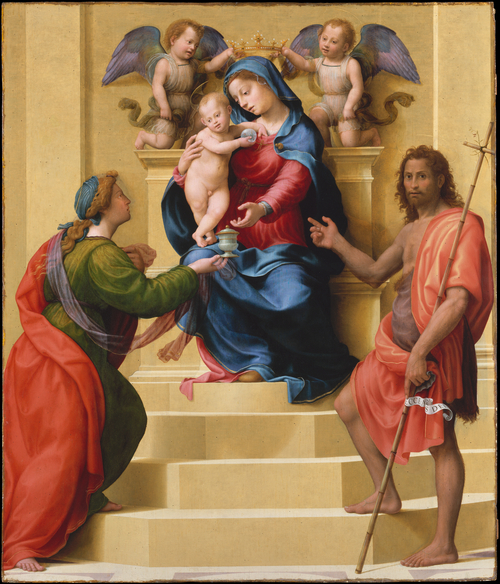
«Богородиця з немовлям і святими Марією Магдалиною та Іваном Хрестителем». бл. 1523 року. Метрополітен-музей, Нью-Йорк

Джуліано ді П'єро ді Сімоне Буджардіні народився 29 січня 1475 у Флоренції. За Вазарі, який включив біографію Буджардіні до своєї праці «Життєписи найславетніших живописців…», митець почав свою кар'єру під керівництвом скульптора Бертольдо в знаменитому саду скульптур Лоренцо Медічі поблизу монастиря Сан-Марко. Ймовірно, саме там Буджардіні познайомився з молодим Мікеланджело, з яким він залишився друзями протягом усієї своєї кар'єри. На початку 1490-х років обидва митці приєдналися до майстерні Доменіко Гірландайо, де вони навчалися мистецтва живопису. Буджардіні був незалежним художником до 1503 року, коли він приєднався до братства флорентійських художників (італ. Compagnia di San Luca) та створив ділове партнерство з Маріотто Альбертінеллі. Партнерство припинилося 1509 року, коли Альбертінеллі знову об'єднав зусилля зі своїм попереднім партнером Фра Бартоломео. Буджардіні підтримував близькі стосунки з обома митцями і навіть завершив кілька робіт, які залишилися незакінченими останнім, включаючи «Викрадення Діни» (Музей історії мистецтв, Відень).
У 1508 році Буджардіні, Аньйоло ді Доменіко дель Маццєре[а], Франческо Граначчі, Якопо ді Сандро, (Якопо) Індако старший та Арістотіле (псевдонім Бастіано да Сан Ґалло) викликали до Риму, щоб допомогти Мікеланджело зі стелею Сікстинської капели, адже він мав, за Вазарі, зважати на «грандіозність роботи» та «щоб показати йому[Мікеланджело] способи фрескового малювання, бо дехто з них мав у цій роботі досвід». Цей факт підтверджують записки Мікеланджело, листи та інші документи. Однак, їхні послуги були швидко відхилені, і їх відправили назад до Флоренції. Сімондз, британський історик культури, припускав, що флорентійці, «треновані у методах старої флорентійської школи фрески» могли не оцінити оригінальний задум Мікеланджело чи й зіпсувати його. Британський автор та колекціонер, Джон Гарфорд, зауважив, що їхню нездатність допомогти Мікеланджело можна порівняти з тим, «як жоден із женихів Пенелопи не зміг натягнути лук Одісея, так жодна рука не змогла орудувати олівцем Буонарроті».
Незважаючи на це, дружба Буджардіні з Мікеланджело була тривалою. За словами Вазарі, Мікеланджело спроєктував більшість фігур у великому творі Буджардіні «Муки святої Катерини» (1530—1540) у капелі Ручеллаї в соборі Санта-Марія-Новелла у Флоренції. Буджардіні написав також портрет Мікеланджело (Каза Буонарроті, Флоренція).
Буджардіні працював у Болоньї в другій половині 1520-х років. Там він написав вівтарний образ «Містичного шлюбу святої Катерини» для сімейної каплиці Альберґаті в Сан-Франческо (нині Болонья, Пінакотека); так звана «Мадонна з пальмами» для ораторії Санта-Марія-ді-Ґальєра (Аллентаунський художній музей), «Різдво Христове» та «Святі» для Сан-Сальваторе (Берлінська картинна галерея) та кілька інших робіт, які зараз знаходяться в картинній галереї Болоньї. Більшість цих робіт підписані. До 1530 року Буджардіні повернувся до Флоренції.
1555 року Буджардіні помер у Флоренції.

## Відомості про творчість
Буджардіні протягом тривалого часу критикували як посередній талант, який нездатний зрозуміти формальні принципи Мікеланджело, Рафаеля, Леонардо та Фра Бартоломео, які мали великий вплив на його творчість. Сам Мікеланджело писав, що Буджардіні був «хорошою людиною, але простою людиною», а Вазарі стверджував, що Мікеланджело заздрив Буджардіні, оскільки він був задоволений тією невеликою майстерністю, яку той мав, на відміну від Мікеланджело, який ніколи не був задоволений своїми роботами. Інші дослідники високо оцінили колір і світло Буджардіні, а також різку простоту багатьох його робіт. «Богородиця з немовлям зі святими Марією Магдалиною та Іоаном Хрестителем» (близько 1523, Метрополітен) вважається одним із найуспішніших творінь Буджардіні, настільки витончена, що колись її автором вважали Фра Бартоломео.
Більшість малюнків, колись приписаних Буджардіні, тепер приписуються іншим митцям.

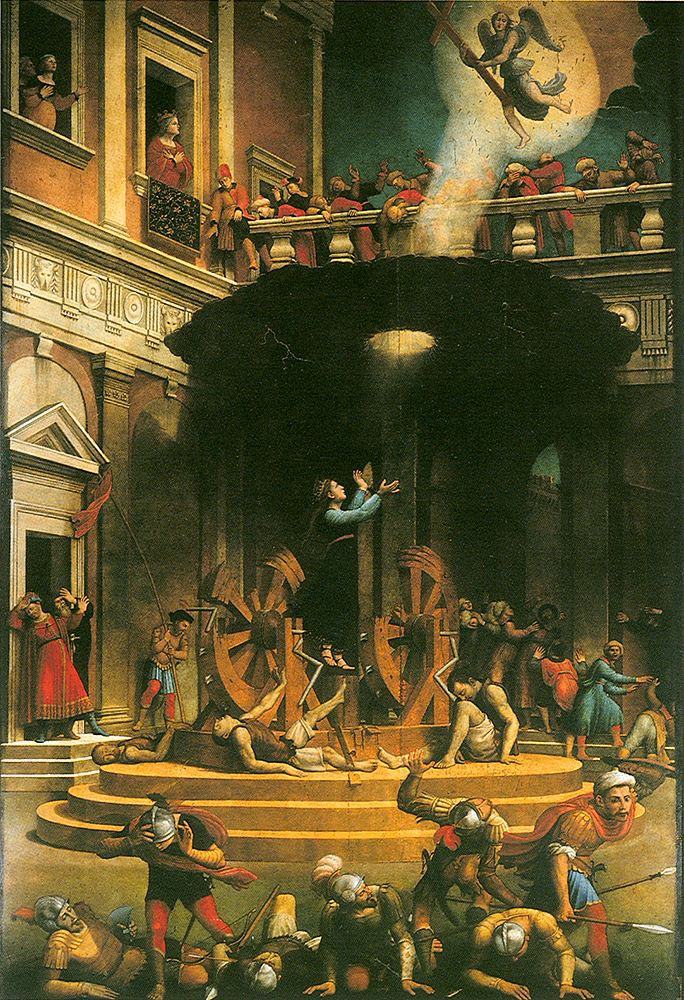
«Муки святої Катерини» (1530—1540; Собор Санта-Марія Новелла, Флоренція)
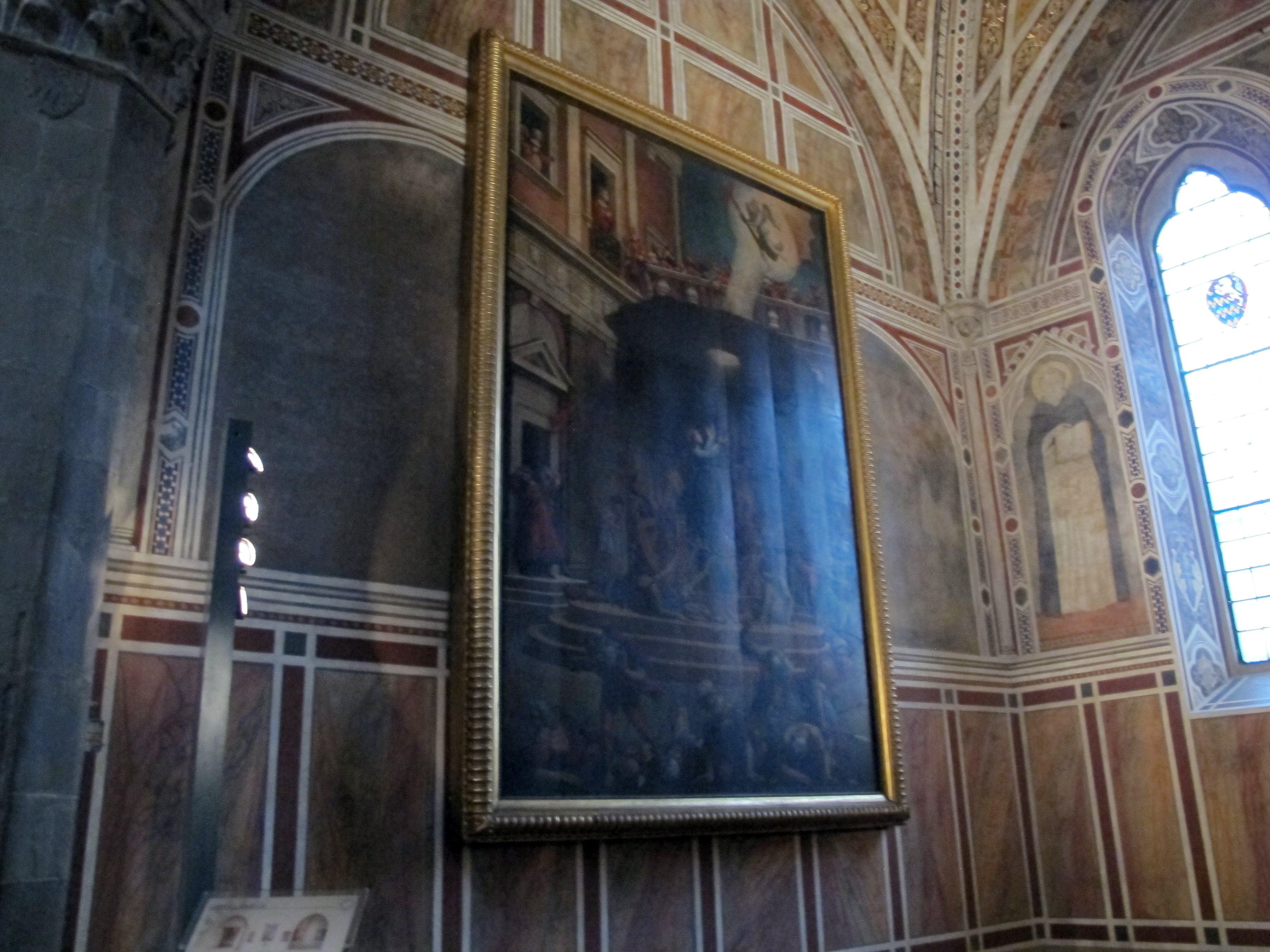
Капела Ручеллаї, Собор Санта-Марія Новелла, Флоренція
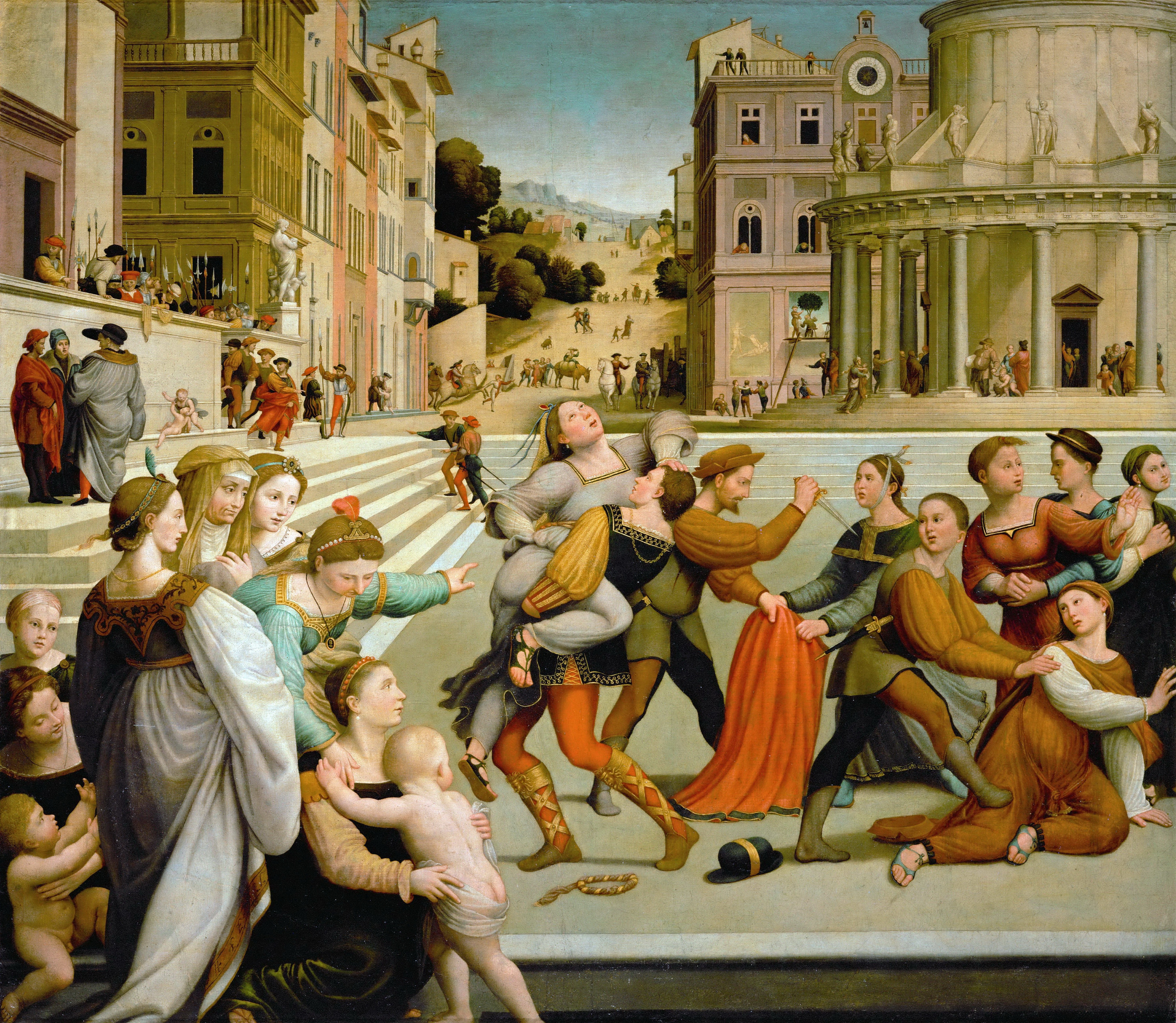
Фра Бартоломео. «Викрадення Діни» (Музей історії мистецтв, Відень)
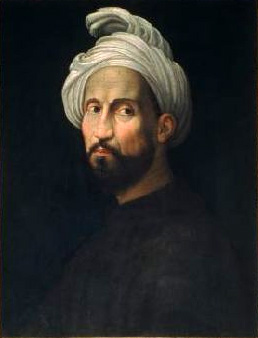
Портрет Мікеланджело (можливо робота Баччо Бандінеллі; Каза Буонарроті)

## Виноски
1. ↑  RKDartists
2. ↑  Енциклопедія Брокгауз
3. 1 2 3  «Bugiardini, Giuliano.» Grove Art Online. Oxford Art Online. Oxford University Press. Web. 1 June 2016, doi:10.1093/gao/9781884446054.article.T012127  (необхідна підписка)
4. 1 2 3  Federico Zeri and Elizabeth E Gardner, Italian Paintings: Florentine School, a collection catalog, Metropolitan Museum of Art Publications, 1971, pages 189—191
5. ↑  Giuliano Bugiardini at the Uffizi website
6. 1 2  Symonds, vol.1, 1925, с. 201.
7. 1 2  Вазарі, 1970, с. 326.
8. 1 2 3  Вазарі, 1970, с. 327.
9. ↑  Symonds, vol.1, 1925, с. 201—204.
10. 1 2  Symonds, vol.1, 1925, с. 206.
11. ↑  Harford, vol.1, 1857, с. 259.
12. ↑  Vazari, vol.3, 1963, с. 218.
13. ↑  Michelangelesque Iconography. casabuonarroti.it. Процитовано 10.08.2022.
14. ↑  Pagnotta, Laura (1987). Giuliano Bugiardini. Turin: Allemandi.
15. ↑  Fahy, Everett (1988). Review of Laura Pagnotta's Bugiardini monograph. The Burlington Magazine. 130: 704—705.
16. ↑  Giuliano di Piero di Simone Bugiardini - Madonna and Child Enthroned.

## Для подальшого читання
- Freedberg, Sydney J. (1993). Pelican History of Art (ред.). Painting in Italy, 1500-1600. Penguin Books Ltd. с. 238.
- Land, Norman. "Michelangelo's Shadow: Giuliano Bugiardini, " Explorations in Renaissance Culture vol. 31, no. 1 (Summer 2005): pp. 1–18.
- Pagnotta, Laura. Giuliano Bugiardini. Turin: Umberto Allemandi, 1987.
- Wilk [Blake McHam], Sarah. "Bugiardini's Holy Family with the Young St. John the Baptist, " Perceptions 2 (1982): pp. 7–16.